# Orestias parinacotensis
Orestias parinacotensis är en fiskart som beskrevs av Arratia 1982. Orestias parinacotensis ingår i släktet Orestias och familjen Cyprinodontidae. IUCN kategoriserar arten globalt som otillräckligt studerad. Inga underarter finns listade i Catalogue of Life.